# Camila Mendes
Camila Carraro Mendes (* 29. června 1994, Charlottesville, Virginie, Spojené státy americké) je americká herečka, která se proslavila rolí Veronicy Lodge v seriálu na stanici The CW Riverdale.

## Životopis a kariéra
Camila se narodila ve Virginii brazilským rodičům. Několikrát se v dětství stěhovala, nejvíce času strávila na Floridě. Jeden rok žila v Brazílii, a to když jí bylo 10 let. Mluví plynně anglicky a portugalsky. V roce 2016 promovala na Newyorské univerzitě Tish School of Arts. Její první herecká zkušenost byla reklama pro firmu IKEA.
V roce 2016 získala jednu z hlavních rolí seriálu vysílaném stanicí The CW Riverdale. V roce 2018 si poprvé objevila na filmovém plátně ve snímku The New Romantics. V roce 2019 si zahrála po boku Laury Marano ve filmu Dokonalé rande. V roce 2020 hrála hlavní roli v netflixovém filmu Nebezpečné lži.

## Filmografie

### Film
| Rok  | Název             | Role           | Poznámky |
| ---- | ----------------- | -------------- | -------- |
| 2018 | The New Romantics | Morgan         |          |
| 2019 | Dokonalé rande    | Shelby Pace    |          |
| 2019 | Coyote Lake       | Ester          |          |
| 2020 | Palm Springs      | Tala           |          |
| 2020 | Nebezpečné lži    | Katie Franklin |          |
| 2022 | Pomsta na druhou  | Drea Torres    |          |

### Televize
| Rok        | Název                | Role              | Poznámky             |
| ---------- | -------------------- | ----------------- | -------------------- |
| 2017–2023  | Riverdale            | Veronica Lodge    | hlavní role          |
| 2020       | Day by Day           | Grace (hlas)      | díl: Fallin' Rain    |
| 2020       | Simpsonovi           | Tessa Rose (hlas) | díl: Osmiletí hrozní |
| 2020       | Dear Class of 2020   | Sama sebe         | TV speciál           |
| 2020       | Celebrity Substitute | Sama sebe         | internetový seriál   |
| 2021–dosud | Fairfax              | Melody (hlas)     | hlavní role          |

### Hudební videa
| Rok  | Název           | Umělec                            | Poznámky |
| ---- | --------------- | --------------------------------- | -------- |
| 2018 | „Give a Little“ | Maggie Rogers                     |          |
| 2018 | „Side Effects“  | The Chainsmokers ft. Emily Warren |          |